# تشرين (الرقة)
تشرين قرية سورية تتبع ناحية مركز الرقة في منطقة مركز الرقة في محافظة الرقة. بلغ عدد سكانها 1850 نسمة في عام 2004 حسب إحصاء المكتب المركزي للإحصاء.